# Dadasaheb Phalke
Dhundiraj Govind Phalke (Trimbak, 30 april 1870 - Nashik, 16 februari 1944), beter bekend als Dadasaheb Phalke, was een Indiaas filmregisseur, filmproducent en scenarioschrijver. Hij wordt beschouwd als de vader van de Indiase film. 

## Biografie
Op 14 april 1911 ging Phalke met zijn oudste zoon Bhalchandra naar een film, Amazing Animals, in het America India Picture Palace in Bombay. Verbaasd over het zien van dieren op het scherm, informeerde Bhalchandra zijn moeder, Saraswatibai, eerder die dag over zijn ervaring. Geen van de familieleden geloofde hen, dus Phalke nam zijn familie de volgende dag mee om de film te zien. Omdat het Pasen was, vertoonde het theater in plaats daarvan een film over Jezus, The Life of Christ (1906) van de Franse regisseur Alice Guy-Blaché.Terwijl hij naar Jezus op het scherm keek, stelde Phalke zich in plaats daarvan de hindoegoden Rama en Krishna voor en besloot hij te beginnen met het maken van "bewegende beelden". Op 1 februari 1912 reisde hij per schip af naar Londen om het vak te leren en opname apparatuur aan te schaffen, na een verblijf van twee maanden keerde hij op 1 april 1912 terug naar India en richtte Phalke Films Company op.
Phalke maakte zijn eerste korte film Ankurachi Wadh in 1912. Hij maakte elke dag een maand lang een fragment van een erwt plant. Dat uiteindelijk een film werd van slechts een minuut. Zijn en India's eerste langspeelfilm, Raja Harishchandra, werd in 1913 uitgebracht. De opnames duurde zes maanden en 27 dagen. Gezien hij geen vrouwen kon vinden die in zijn film wilden spelen werden vrouwelijke karakters door mannen gespeeld. Dattatraya Damodar Dabke speelde koning Harishchandra en Anna Salunke als koningin Taramati. Phalke's oudste zoon Bhalchandra kreeg de rol van Rohidas toegewezen, de zoon van Harishchandra en Taramati. 
Hij maakte 95 langspeelfilms en korte films in zijn carrière, waaronder zijn meest bekende werken: Mohini Bhasmasur (1913), Satyavan Savitri (1914), Lanka Dahan (1917), Shri Krishna Janma (1918), Kaliya Mardan (1919) en zijn enige geluidsfilm Gangavataran (1937).
De Dadasaheb Phalke Award, toegekend voor levenslange bijdrage aan de Indiase filmindustrie door de regering van India, is naar hem vernoemd.
De Marathi film Harishchandrachi Factory uit 2009, toont de strijd van Dadasaheb Phalke bij het maken van Raja Harishchandra. Het werd ook geselecteerd als de officiële inzending van India voor de Academy Awards in de categorie Beste Buitenlandse Film.